# Ad hominem-argument

I Paul Grahams "Hierarchy of Disagreement" listas ad hominem som den näst lägsta formen av argument, endast högre än skällsord.

Ad hominem-argument eller argumentum ad hominem (latin "argument mot personen"), innebär att en debattör fokuserar på den person han eller hon debatterar med, bland annat meningsmotståndarens karaktär, förmåga eller avsikter i stället för själva sakfrågan. Motsatsen är en debatt som tar sin utgångspunkt i sakfrågan, argumentum ad rem. 
Det närbesläktade begreppet genetisk argumentation innebär att man låter trovärdigheten hos en tes avgöras av vem/vilka som argumenterar för eller mot tesen. Detta är irrelevant, och således är genetisk argumentation en typ av ignoratio elenchi. 
Argumentum ad hominem kan också användas i betydelsen att man appellerar till en person eller grupps "fördomar, intressen eller fattningsförmåga utan att stå i något logiskt sammanhang med det diskuterade." En tredje betydelse är ett argument som i sin slutsats vilar på meningsmotståndarens premisser, och används för att överbevisa denne, då premisserna inte bestrids av densamme. Sådana argument är logiskt giltiga men inte nödvändigtvis hållbara. "Låt oss för resonemangets skull anta att du har rätt i att..."
Inom retoriken används begreppet ethos för att åsyfta en talares trovärdighet. Vid personangrepp utgör dennes förnuft (fronesis), dygd (arete) och välvilja (eunoia) möjliga mål för motståndaren.

## Exempel
Det finns flera typer av personargument, vilka har fått egna namn:
- Ad hominem abusive eller argumentum ad personam – Argument där man förolämpar sin meningsmotståndare.
- Ad hominem circumstantial – Man påstår att omständigheterna någon befinner sig i gör att han har fel.
- Ad hominem tu quoque – Tu quoque betyder "du också".
- Associationsskuld – Argument som har som syfte att förknippa meningsmotståndaren med något, allmänt betraktat, dåligt.